# Tamás Tóth (reżyser)
Tamás Tóth (ur. 15 września 1966 w Budapeszcie), w celu odróźnienia od swych licznych imienników, m. in. urodzonego w 1958 r. węgierskiego aktora Tamása Tótha oraz urodzonego w 1989 r. triatlety Tamása Tótha, niekiedy również występujący pod nazwiskiem Tamás T. Tóth – węgierski reżyser filmowy, absolwent moskiewskiego WGIK-u (1990), scenarzysta filmów dokumentalnych i fabularnych, malarz i grafik.

## Filmografia
- 1987: „Rio“, telewizyjny film krótkometrażowy, 30 min – reżyseria
- 1987: „Doktor Minorka Vidor nagy napja“ (Doctor Vidor Minorka’s Great Day), film fabularny Andrása Sólyoma – asystent reżysera
- 1989/1990: „Őrült és angyal / Сумасшедший и ангел“ (Madman and Angel), film krótkometrażowy (HU/SU), 48 min – reżyseria, scenariusz
- 1993: „Vasisten gyermekei / Дети чугунных богов“ (Children of Cast Iron Gods), film fabularny (RU/HU), 78 min – reżyseria[3]
- 1995: „Birodalmi helytartók“ (Governors of Empire), serial telewizyjnych filmów dokumentalnych, 2x35 min – reżyseria, kamera
- 1995/1996: „A KGB alkonya“ (The Fall of the KGB), serial telewizyjnych filmów dokumentalnych, 3x45 min – reżyseria, kamera[4]
- 1998: „Natasa / Наташа“ (Natasha), film fabularny (HU/RU), 90 min – reżyseria, scenariusz[5]
- 1999: „A kés“ (The Knife), telewizyjny film krótkometrażowy, 30 min – reżyseria, scenariusz
- 2000/2001: „Anarchisták“ (Anarchists), film fabularny, 80 min – reżyseria, scenariusz
- 2002/2003: „Konyha“ (Kitchen), film krótkometrażowy (z udziałem László Kollár-Klemencza), 13 min – reżyseria
- 2002/2003: „Rinaldó“ (Rinaldo), film fabularny, 82 min – reżyseria, scenariusz[6]
- 2004: „Bharatanatyam“ (About Bharatanatyam), telewizyjny film dokumentalny, 20 min – reżyseria
- 2004: „Kornél“ (Kornel), telewizyjny film krótkometrażowy, 28 min – reżyseria, scenariusz
- 2006: „Caddilac Drive“, serial telewizyjnych filmów dokumentalnych, odcinek 1 – 6, 6x45 min – reżyseria
- 2007: „Farkas / Волк“ (Wolf), film fabularny (HU/RU), 72 min – reżyseria, scenariusz, montaż[7][8]
- 2008/2009: „Yantra“, eksperymentalny film baletowy, 17 min – reżyseria
- 2010: „Guru“, fabularyzowany film dokumentalny (HU/IN), 72 min – reżyseria, scenariusz
- 2014: „Budapest Bar“ (Budapest Bar – The Film), telewizyjny film dokumentalny, 52 min – reżyseria
- 2014/2015: „Родина“ (Homeland), serial telewizyjny (RU) – drugi reżyser
- 2015: „Holdon át“ (Over the Moon), film eksperymentalny, 20 min – reżyseria
- 2015: „Szentendre Swamimalai“, telewizyjny film dokumentalny, 52 min – reżyseria
- 2016: „Élni muszáj“ (One must live), telewizyjny film dokumentalny, 60 min – reżyseria
- 2018: „Shyrakshy. The Guardian of the Light“, film fabularny Ermeka Tursynova (KZ), 95 min – asystent reżysera
- 2018: „A Soha, a Mindig és a Pillanat“ (Never, Always and a Wink), telewizyjny film dokumentalny, 52 min – reżyseria, scenariusz
- 2019: „Álombozót“ (Dreambush), telewizyjny film dokumentalny, 52 min – reżyseria, scenariusz
- 2020: „A paradicsommadár“ (The Bird of Paradise), telewizyjny film dokumentalny, 52 min – reżyseria, scenariusz
- 2012/2022: „Frici & Aranka“, telewizyjny film fabularny, 81 min – reżyseria
- 2022: „A mívesség megszállottja“ (Obsessed with Finesse), telewizyjny film dokumentalny, 52 min – reżyseria, scenariusz
- 2022: „Өлiaрa - Oliara“, film fabularny (KZ), 91 min – reżyseria, scenariusz[9]

## Nagrody
- 1993 „Vasisten gyermekei / Дети чугунных богов“
  - 1993 Nagroda za najlepsze zdjęcia dla Siergieja Kozłowa[10] na Festiwalu Filmowym „Kinotawr“ Soczi
  - 1883 Nagroda Rosyjskiej federacji DKF-ów na Festiwalu Filmowym „Kinotawr“ Soczi[11]
  - 1993 Nagroda Włoskich DKF-ów na Festiwalu Filmu Niezależnego Rzym
  - 1994 Nagroda Główna na Festiwalu Filmów Węgierskich Budapeszt
  - 1994 «Nika» Rosyjskiej Akademii Sztuki Filmowej za najlepszy scenariusz dla Piotra Lutsyka i Alekseja Samoriadowa oraz dwie nominacje «Niki» za najlepszą reżyserię i najlepsze zdjęcia[12]
- 1995/1996 „A KGB alkonya“
  - 1996 Nagroda za najlepszą reżyserię w kategorii filmów dokumentalnych na Festiwalu Filmów Węgierskich Budapeszt
- 2002/2003 „Rinaldó“
  - 2003 Nagroda za najlepszą rolę drugoplanową dla Lajosa Kovácsa na Festiwalu Filmów Węgierskich Budapeszt
- 2007 „Farkas / Волк“
  - 2008 Nagroda za najlepszą reżyserię na Europejskim Festiwalu Filmów Niezależnych Paryż[13]